# Dušan Benčić
Dušan Benčić (Šalovci, 29. srpnja 1921. – Zagreb, 30. rujna 2010.) bio je hrvatski geodet, optičar i dekan Geodetskog fakulteta u Zagrebu.

## Životopis
U Zagrebu je završio osnovnu školu i gimnaziju, a 1947. diplomira na Geodetsko-kulturno-tehničkom odjelu Tehničkog fakulteta. Na Prirodoslovno-matematičkom fakultetu 1956. apsolvira eksperimentalnu fiziku.
1950. postaje profesor u prvoj Optičkoj školi, gdje utemeljuje Laboratorij za optička mjerenja, ujedno je i utemeljio Školski centar za elektroniku, optiku i preciznu mehaniku "Ruđer Bošković". Zbog toga mu je općina Črnomerec dodijelila priznanje, a Tehnička škola "Ruđer Bošković" zahvalnicu povodom 45. godine osnutka.
Na Geodetski fakultet dolazi 1955. kada postaje asistent, a 1980. redoviti profesor. Na fakultetu je u dva mandata bio i dekan.
Profesor Benčić je surađivao i s drugim fakultetima na Sveučilištu npr. Akademija dramskih umjetnosti, Fakultet strojarstva i brodogradnje te mnogi drugi.

## Djela
- Geodetski instrumenti I.dio, Optika, Zagreb, 1971.
- Geodetski instrumenti II:dio, Instrumentalna optika, Zagreb, 1971.
- Leksikon očne optike i optometrije

## Nagrade i priznanja
- Državna nagrada "Nikola Tesla"
- Nagrada "Josip Juraj Strossmayer"

## Vanjske poveznice
- Benčić, Dušan Hrvatska tehnička enciklopedija, portal hrvatske tehničke baštine. LZMK